# 國立自然科學博物館車籠埔斷層保存園區
國立自然科學博物館車籠埔斷層保存園區（簡稱車籠埔斷層保存園區）是位於台灣南投縣竹山鎮的一座由國立自然科學博物館營運的地震斷層研究保存園區，全區座落九二一地震遺跡之上，沿車籠埔斷層而建。2013年1月30日對外開放，5月1日正式開幕。

## 歷史
- 1999年至2002年間，以國立臺灣大學教授陳文山與亞洲太平洋經濟合作組織各會員國地質專家考察，最初稱為「車籠埔斷層槽溝震災生態園區」。主管單位由國立臺灣大學農學院實驗林管理處（今國立臺灣大學生物資源暨農學院實驗林管理處）移轉給中華民國教育部的國立自然科學博物館接手[1]。
- 2009年10月，將開發面積由12公頃縮減至2公頃，經費減至2億1,000多萬元。
- 2011年重新動工（車籠埔斷層槽溝保存館、地質科學館），園區更名為「國立自然科學博物館車籠埔斷層保存園區」[2]。
- 2013年1月30日，園區完工對外開放試營運，開放民眾免費進場參觀。2013年5月1日正式開幕。
- 2013年11月21-22日，辦理「從車籠埔斷層看過去現在與未來的地震」國際學術研討會[3]。
- 2014年9月16日，國立自然科學博物館「儀震天下」921大地震十五週年歷史地震儀特展正式開展[4]。
- 2015年5月1日，配合雙周年紀念日新設多項展示，「潛返地心」中部地質特展移至車籠埔斷層保存園區展出[5]、槽溝館新增常設展「槽溝3D光雕秀」、視聽中心新增「3D立體劇場」、常設展區新增園區吉祥物「鐵甲武士穿山甲」生態教育特展。
- 2016年8月1日，3D立體劇場播放年度新片--「大河戀：生命的禮讚」、「諾亞的奇幻之旅」。
- 2017年8月1日，3D立體劇場播放年度新片--「大河戀：生命的禮讚」、「夏威夷火山國家公園」。
- 2017年12月25日，地質科學館2樓更新「電磁視界」特展。
- 2018年8月1日，「潛返地心」撤展，特展區新增「花帔阿獺原創手稿」展示；3D立體劇場播放年度新片--「花帔阿獺」、「瑠公引水的故事」。
- 2019年8月1日，劇場教室播放公視地質科學動畫--「熊星人希堤星系迷航記」第一集及第二集。
- 2020年8月1日，劇場教室播放公視地質科學動畫--「熊星人希堤星系迷航記」第三集及第四集。
- 2020年9月26日，「花帔阿獺原創手稿」撤展，「竹山史前文化特展」正式開展。
- 2021年8月1日，劇場教室播放公視地質科學動畫--「熊星人希堤星系迷航記」第五集及第六集。
- 2022年7月6日，「竹山史前文化特展」撤展，為推廣防災教育，園區與NCDR災害防救科技中心合作，「災防小先鋒」特展正式開展。
- 2023年1月1日，劇場教室播放公視地質科學動畫--「熊星人希堤星系迷航記」第七集及第八集。
- 2023年1月23日，地質科學館2樓「電磁視界2.0」更新，更新互動設備及電磁波演示劇場。
- 2023年9月1日，斷層槽溝保存館進行維護作業，暫停開放。
- 2024年1月1日，劇場教室播放公視科普動畫--「歐米天空」。
- 2024年6月20日，「儀震天下」撤展，「水痕水佷」桃芝颱風特展正式開展。
- 2024年8月1日，斷層槽溝保存館重新開放參觀。
- 2024年9月1日，劇場教室播放台視極地紀錄影片--「地球的極限丨海冰的眼淚」。
- 2025年1月1日，劇場教室播放公視科普動畫--「吉斯娃愛科學」第一集及第二集。

## 展館
斷層槽溝保存館為半圓球形的特殊建築，其建築特色來自於「天圓地方」的設計理念，主要功能在於維護科學研究的現場及展示珍貴的車籠埔斷層槽溝，進入保存館行走於館內設置的空橋，實地的觀賞斷層剖面。
地質科學館為兩層式的展示館區，一樓有地質科學廳與多功能展示區，地質科學廳主要展示涵括了地質科學教育的各種主題；多功能展示區目前為「水痕水佷」桃芝颱風特展，主要展示2001年桃芝颱風於竹山一帶造成的土石流災害記錄。展示期間：2024年6月1日至2025年5月31日。
休息區承租給廠商，2024年8月1日，「憩咖啡」開幕，供參觀遊客飲食休息使用。
特展區位於二樓，目前的展示主題為「電磁視界2.0」，2023年1月23日更新展示，新增互動設備、親子互動區及波之舞-電磁波演示劇場。

## 外部連結
- 國立自然科學博物館 - 車籠埔斷層保存園區（页面存档备份，存于）
- 車籠埔斷層保存園區的Facebook專頁
- YouTube上的車籠埔斷層保存園區頻道